# Kronverk Cinema (мережа кінотеатрів)
Формула Кіно / Kronverk Cinema  — російська мережа кінотеатрів, власником якої є російська інвестиційна компанія Альфа-Груп. Перший кінотеатр мережі Kronverk Cinema відкрили у 2002 році у Москві. Перший кінотеатр мережі Kronverk Cinema в Україні відкрили у 2009 році. У 2012 році російські мережі кінотеатрів «Kronverk Cinema» та «Формула Кіно» об'єдналися та розпочали процес переведення всіх кінотеатрів під єдиний бренд «Формула Кіно». Станом на 2016 рік кінотеатральна мережа Формула кино/Kronverk Cinema налічує 35 кінотеатрі в Росії (256 екранів). У минулому Kronverk Cinema володіли 2 кінотеатрами у Києві та Харкові, але у 2015—2016 роках вони перейшли у мережу Multiplex.

## Формула Кіно Росія
Формула Кіно — друга найбільша російська мережа кінотеатрів та має 34 кінотеатрів (256 екранів) у Росії. Мережа утворилася після придбання власником Kronverk Cinema інвестиційною компанією «А1» (підрозділ Альфа-Груп) ще однієї російської кіно-мережі Формула-кіно у 2012 році. У 2013 розпочався ребрендинг мета якого переведення всіх кінотеатрів мережі під бренд «Формула Кіно».

### Кінотеатри в Росії
| - Москва - Формула Кіно на Луб'янці - Формула Кіно Європа - Формула Кіно Сіті - Формула Кіно на Мічурінскам - Кронверк Сінема Вейпарк - Кронверк Сінема Лєфортова - Кронверк Сінема Аблака - Кронверк Сінема Сємєновскій - Формула Кіно Вітязь - Формула Кіно Ґорізонт - Формула Кіно Ладоґа - Формула Кіно на Мажайкє - Формула Кіно на Рубльовкє - Формула Кіно Праґа - Формула Кіно Чьортанава | Санкт-Петербург - Формула Кіно Ґалєрєя - Формула Кіно Пітєрленд - Формула Кіно Жємчужина - Формула Кіно Акадєм Парк - Формула Кіно Балканскій - Формула Кіно Занєвскій Каскад - Формула Кіно Лондон Молл - Формула Кіно Мєркурій - Формула Кіно Нєо - Формула Кіно Норд - Формула Кіно Родео Драйв - Формула Кіно Сіті Молл Краснодар - Формула Кіно OZ | Мурманськ - Кронверк Сінема Форум Новокузнєцк - Формула Кіно IMAX Новосибірськ - Кронверк Сінема Аура - Кронверк Сінема Меґаплєкс Рязань - Формула Кіно Вікторія Плаза Сиктивкар - Кронверк Сінема Максі |

## Колишні члени мережі Kronverk Cinema Україна
Київ
- Мультиплекс Kronverk Cinema SkyMall в ТЦ SkyMall. Адреса: м. Київ, вул. Генерала Ватутіна 2. Кількість екранів: 10 (на 1764 місць)[2]. Відрито 1 вересня 2011 року, перейшов у мережу Multiplex у листопаді 2015 року.[3][4]

Харків
- Кінотеатр Kronverk Cinema Дафі в ТЦ Дафі. Адреса: Харків, вул. Героїв праці 9, . Кількість екранів: 7, (на 1522 місць). Відрито у березні 2009 року.[5], перейшов у мережу Multiplex у травні 2016 року[6].

## Власники
Власниками мережі кінотеатрів є російська інвестиційна компанія Альфа-Груп